# Helícids
Els helícids (Helicidae) són una família de gastròpodes terrestres de l'ordre dels estilommatòfirs, que inclou la majoria dels caragols de terra comuns a Europa. Moltes espècies són comestibles i es recol·lecten o es crien activament; entre elles destaquen: Helix aspersa, Otala punctata, Otala lactea, Iberus gualtieranus alonensis, Theba pisana, Cepaea nemoralis.

## Taxonomia
- Subfamília Ariantinae
  - Arianta
  - Causa
  - Chilostoma
  - Cylindrus
  - Drobacia
  - Faustina
  - Helicigona
  - Isognomostoma
  - Vidovicia
- Subfamília Helicinae
  - Tribu Euparyphini
    - Theba

  - Tribu Helicini
    - Allognathus
    - Assyriella
    - Cantareus
    - Cepaea
    - Codringtonia
    - Cornu
    - Eobania
    - Helix
    - Hemicycla
    - Iberus
    - Idiomela
    - Lampadia
    - Leptaxis
    - Llevantina
    - Otala
    - Pseudotachea
    - Tyrrhenaria

  - Tribu Murellini
    - Macularia
    - Marmorana
    - Tacheocampylaea
    - Tyrrheniberus